# Katrine Pedersen
Katrine Søndergaard Pedersen (* 13. April 1977) ist eine dänische Fußballspielerin und Rekordnationalspielerin Dänemarks. 

## Karriere
Pedersen begann ihre Karriere beim Verein Stensballe IK. Zwischen 1994 und 2002 spielte sie für HEI Århus und wurde 1997 und 1998 dänische Meisterin. Nach einem kurzen Gastspiel beim Verein IK Skovbakken wechselte sie für die Saison 2002/03 zum englischen Verein Fulham WFC und gewann das Double aus Meisterschaft und Pokal. Von 2003 bis 2005 spielte sie für den norwegischen Verein IF Fløya. In der Saison 2006 spielte sie für den schwedischen Verein Djurgården/Älvsjö, bevor sie sich 2007 dem Verein Asker FK anschloss, der seit der Übernahme durch Stabæk IF den Namen Stabæk FK trägt.
Ihr erstes Länderspiel absolvierte sie am 14. September 1994 bei einem Spiel gegen die Niederlande. Pedersen nahm an den Weltmeisterschaften 1995, 1999 und 2007 und den Europameisterschaften 1997, 2001, 2005 und 2009 teil. Am 9. März 2005 machte sie beim 4:1-Sieg im Rahmen des Algarve-Cups gegen Finnland ihr 100. Länderspiel und am 5. Juni 2005 löste sie mit ihrem 106. Länderspiel Lene Terp als dänische Rekordnationalspielerin ab. Nach dem Rücktritt von Birgit Prinz war sie bis zu ihrem eigenen Rücktritt europaweit die aktive Nationalspielerin mit den meisten Länderspielen. Am 11. März 2013 machte sie im Rahmen des Algarve-Cup 2013 bei der 0:2-Niederlage gegen Japan als zweite Europäerin ihr 200. Länderspiel. Im folgenden Spiel, am 13. März im Spiel um Platz 7 gegen Mexiko, gelang ihr der 100. Sieg in einem Länderspiel. Beim Länderspiel am 9. April 2013 gegen Russland (5:1) wurde sie für ihre über 200 Einsätze in der Nationalmannschaft geehrt.
2013 nahm sie zum fünften Mal an der Endrunde der Fußball-Europameisterschaft der Frauen teil, bei der Dänemark im Halbfinale durch Elfmeterschießen gegen Norwegen ausschied. Die Abwehrspielerin war zuletzt Kapitänin und ist Rekordnationalspielerin der dänischen Nationalmannschaft mit 210 Länderspielen für Dänemark und 9 Toren. Sie ist neben Birgit Prinz und Therese Sjögran die einzige europäische Spielerin mit mehr als 200 Länderspielen.
Am 10. November 2013 verkündete sie aufgrund ihrer Schwangerschaft das Ende ihrer aktiven Fußballkarriere und trat gleichzeitig aus der Nationalmannschaft zurück, lief jedoch im zweiten Halbjahr 2014 wieder für den australischen Erstligisten Adelaide United auf.
Hauptberuflich arbeitet Pedersen als Lehrerin.
Im April 2021 wurde sie als neue Trainerin des dänischen Erstligisten AGF Fodbold vorgestellt.

## Auszeichnungen
- Wahl in das All-Star-Team der EM 2013
- Fußballerin des Jahres in Dänemark 2007 und 2013[6]
- 2022: Aufnahme in die Hall of Fame des dänischen Fußballs[7]

## Privates
Ihre langjährige Lebensgefährtin ist die dänische Fußballerin Maiken With Pape.